# Thomas Kingo

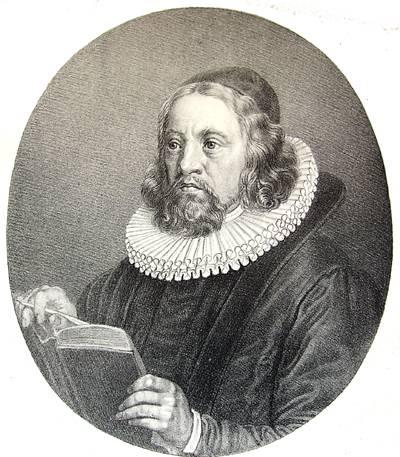
Thomas Kingo

Thomas Hansen Kingo (ur. 15 grudnia 1634 – zm. 14 października 1703 w Odense) był duńskim biskupem, poetą i pisarzem hymnów urodzonym w Slangerup, niedaleko Kopenhagi. Jego twórczość stanowiła klasyczny przykład duńskiej poezji barokowej.
Należał do biednej rodziny, połowicznie pochodzenia szkockiego. W młodości Kingo napisał serię wierszy przedstawiających humorystyczne sceny z życia na wsi oraz pasterski wiersz miłosny pt. Chrysillis. W roku 1654 ukończył teologię na uniwersytecie w Kopenhadze. Przez pewien czas działał jako prywatny nauczyciel. Następnie otrzymał święcenia kapłańskie w rodzinnym mieście, gdzie rozpoczęła się jego poetycka działalność. 
Początkowo pisał wiersze patriotyczne, później jednak prawie całkowicie poświęcił się pisaniu hymnów. W 1674 r. ukazała się pierwsza część jego dzieła pt. Aandelige Siunge-Koor („Chór duchowy”) a w 1681 r. druga część. Praca ta składa się z kolekcji hymnów, z których kilka do dziś jest popularnych w kościele duńskim. 
W 1677 r. Kingo został mianowany biskupem Fionii. Oskarżony przez rząd o kompilację nowej książki z hymnami, zredagował hymnał zatytułowany Kingo (Kingos Psalmebog, 1699), który zawiera 85 jego własnych kompozycji i który jest nadal używany w różnych częściach Danii i Norwegii. Duńska ludność wiejska używała jego hymnów w okresie pietystów i racjonalistów, przyczyniając się do ich przetrwania. Podobnie na Wyspach Owczych, gdzie jego hymny śpiewano w XX wieku i często do dość skomplikowanych melodii ludowych. 
Kingo należy do jednego z najważniejszych poetów duńskich XVII wieku. Jego hymny wywodziły się z silnego i starotestamentowego gniewu i wyrzeczenia się świata, które przeczą chrześcijańskiej łagodności i pewności siebie.